# Хаїров Руслан Сабірович
Хаїров Руслан Сабірович (рос. Хаиров Руслан Сабирович; 7 січня 1976, Каспійськ) — азербайджанський боксер дагестанського походження, призер чемпіонатів світу та Європи серед аматорів.

## Аматорська кар'єра
Руслан Хаїров не потрапляв до складу збірної Росії, тому вирішив виступати за збірну Азербайджану.
На Олімпійських іграх 2000 в першому бою переміг Камеля Чатера (Туніс) — 13-8, а в другому програв Олегу Саїтову (Росія) — 10-10(+).
На чемпіонаті Європи 2002 програв у другому бою.
На чемпіонаті світу 2003 переміг двох суперників, а у півфіналі програв Шерзоду Хусанову (Узбекистан) — 6-29.
На чемпіонаті Європи 2004 переміг трьох суперників, а у півфіналі програв Олегу Саїтову (Росія) — 16-20.
На Олімпійських іграх 2004 дійшов до чвертьфіналу.
- В 1/16 фіналу переміг Адама Трупіша (Канада) — RCS
- В 1/8 фіналу переміг Ханаті Силаму (Китай) — 26-16
- У чвертьфіналі програв Лоренсо Арагон (Куба) — 14-16

На чемпіонаті світу 2005 програв в першому бою Бюленту Улусой (Туреччина).